# William Appleton

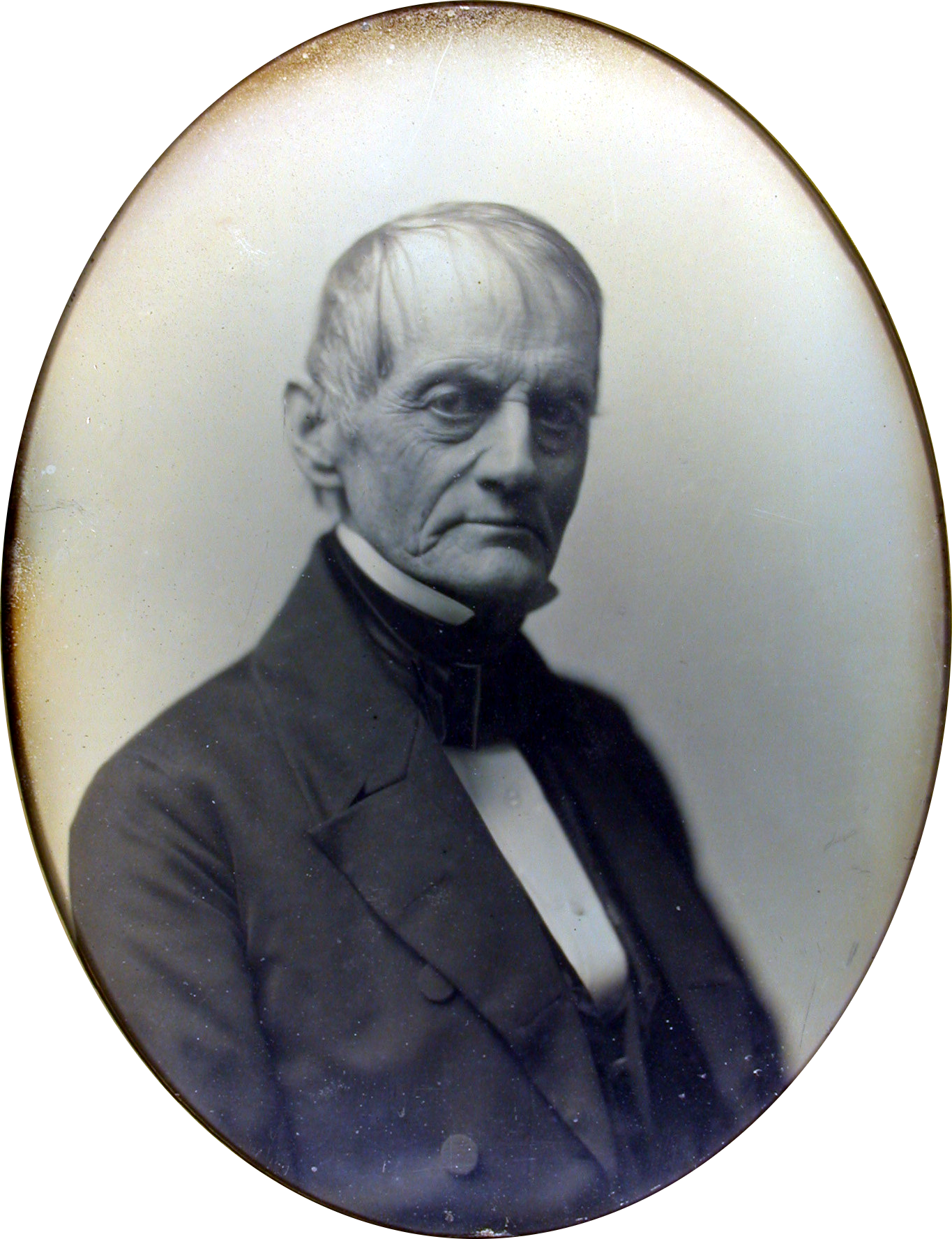
William Appleton (Daguerreotypie, ca. 1852)

William Appleton (* 16. November 1786 in Brookfield, Worcester County, Massachusetts; † 15. Februar 1862 in Brookline, Massachusetts) war ein US-amerikanischer Politiker. Zwischen 1851 und 1861 vertrat er zweimal den Bundesstaat Massachusetts im US-Repräsentantenhaus.

## Werdegang
William Appleton war ein Cousin des Kongressabgeordneten Nathan Appleton (1779–1861). Er besuchte Schulen in New Hampshire und Massachusetts. Zwischenzeitlich arbeitete er als Ladenangestellter in Temple (New Hampshire). Im Jahr 1807 zog er nach Boston in Massachusetts, wo er im Handel arbeitete. Außerdem engagierte er sich im Bankgewerbe. Von 1832 bis 1836 leitete er in Boston die dortige Filiale der United States Bank. Politisch wurde Appleton Mitglied der Whig Party.
Bei den Kongresswahlen des Jahres 1850 wurde er im ersten Wahlbezirk von Massachusetts in das US-Repräsentantenhaus in Washington, D.C. gewählt, wo er am 4. März 1851 die Nachfolge von Samuel Atkins Eliot antrat. Nach einer Wiederwahl im fünften Distrikt konnte er bis zum 3. März 1855 zwei Legislaturperioden im Kongress absolvieren. Diese waren von den Ereignissen im Vorfeld des Bürgerkrieges geprägt. In den Jahren 1854 und 1856 bewarb er sich erfolglos um seinen Verbleib im bzw. seine Rückkehr in den Kongress.
Bei den Wahlen des Jahres 1860 wurde Appleton als Unionist im fünften Bezirk seines Staates wieder in den Kongress gewählt. Dort löste er am 4. März 1861 Ansom Burlingame ab. Er konnte sein Mandat aber nur bis zu seinem gesundheitlich bedingten Rücktritt am 27. September 1861 ausüben. Diese Zeit war vom inzwischen ausgebrochenen Bürgerkrieg überschattet. William Appleton starb am 15. Februar 1862 in Brookline und wurde auf dem Mount Auburn Cemetery in Cambridge beigesetzt.